# Мортимер
Мортимер је лопов и Загоров непријатељ који се појављује у неколико стрипова о Загору.

## Први сусрет са Загором
Мортимер, Ребит, и Сибил су настављали пљачкати радње на свој начин, док се Загор није појавио. Он присили Мортимера и Сибил да побјегну пошто они виде да им нема спаса. Међутим, они не заборављају Загора тако лако .

## Освета
Мортимер се освети Загору тако што неправедно стрпа Тонку у затвор и сам глуми судију, али Загор ослободи свог пријатеља. Кад се зликовац припреми да још једном опљачка банку, Загор се појави и пошаље га у затвор.

## Сарадња са Ткачем
Када је Мортимер требало да буде објешен, он се ипак извлачи из затвора и склапа савез са Ткачем, јер је Ткач држао у рукама Мортимеров вољену Сибил .
Након успјешног убиства капетана Малковича, Загор упада у замку Ткачеву, који потом ослобађа Сибил, и пушта Мортимера и Сибил да оду, јер је он одбио да се придружи Ткачевој организацији. Ткач затим издаје наређење да се убије Мортимер. Касније, Загор открива да је Ткач заправо Марвин Сајкс, кандидат за гувернера за којега су вјеровали да је његова мета. Загор га је успио заробити, и накнадно се открива и да је Мортимер преживео Ткачеву замку.

## Повратак
Мортимер се поново поврати са Сибил за поновну освету према Загору. Дух са секиром их опет надмудри, и Сибил је убијена , док се Мортимер поново поврати.

## Изглед
Мортимер носи цилиндар и свечано одјело, и има плаву косу.

## Појављивање
Епизоде у којима се појављује Мортимер:
1.
• Одабране приче 11 Опаки Мортимер
2.
• Одабране приче 16 Мортимерова освета
3.
• Одабране приче 20 Загор против Ткача
4.
• ВЧ Загор 53 Плезент Поинт / 54 Северни повратник / 55 Загор против Мортимера / 56 Гусарска пећина